# Lijst van grietmannen van Haskerland
Dit is een lijst van grietmannen van de voormalige Nederlandse grietenij Haskerland in de provincie Friesland tot de invoering van de gemeentewet in 1851.
| Ambtsperiode                    | Naam grietman                                                  | Leven       | Bijzonderheden                                          |
| ------------------------------- | -------------------------------------------------------------- | ----------- | ------------------------------------------------------- |
| Rond 1466                       | Sipkes (Uta)                                                   |             |                                                         |
| Rond 1521                       | Douwe Uninga van Hoytema (ook wel: Douwe Hoijtez)              |             |                                                         |
| Rond 1544                       | Wijbrand Waltinga                                              |             |                                                         |
| Rond 1545                       | Jelle Broers Hylckama                                          | 1545 - 1618 |                                                         |
| Rond 1547                       | Gabbe van Andringa                                             |             |                                                         |
| Rond 1548                       | Wybrant Auckes                                                 |             |                                                         |
| Rond 1550                       | Ulke Hoytema                                                   |             |                                                         |
| Rond 1558                       | Hoijte Uninga van Hoytema                                      | †1581       |                                                         |
| Rond 1580                       | Sijbe Pierszoon                                                |             | hij wordt aangeduid als grietman van Haskervijfga       |
| Rond 1582                       | Asse Obbes                                                     |             |                                                         |
| 7 september 1601 - 14 juli 1615 | Dirk van Baerdt                                                | †1615       |                                                         |
| 29 september 1615 - 1650        | Hobbe van Baerdt                                               | 1591-1655   |                                                         |
| 28 november 1650                | Egbert van Baerdt                                              | 1627-1669   |                                                         |
| 24 december 1669 - 1681         | Arnold van Viersen                                             |             |                                                         |
| 10 februari 1681 - 1689         | Mathijs van Viersen                                            |             |                                                         |
| 1689 - 1707                     | Hessel Vegelin van Claerbergen                                 | 1655-1715   |                                                         |
| 28 september 1707 - 1738        | Philip Frederik Vegelin van Claerbergen                        | 1685-1738   |                                                         |
| 4 februari 1739 - 1749          | Assuerus Vegelin van Claerbergen                               | 1687->1760  |                                                         |
| 15 april 1749 - 12 juli 1750    | Hessel Vegelin van Claerbergen                                 | 1723-1750   |                                                         |
| 1750 - 1790                     | Schelte Hessel Roorda van Eysinga                              |             |                                                         |
| 1790 - 1795                     | Arent Johan van Glinstra                                       | †1812       |                                                         |
| 1795 - 1816                     |                                                                |             | Geen grietman vanwege de Franse tijd                    |
| 1816 - 1835                     | Valerius Lodewijk Vegilin van Claerbergen                      | 1774-1844   | Vader van Pieter Benjamin Johan Vegilin van Claerbergen |
| 1835 - 1844                     | Pieter Benjamin Johan Vegilin van Claerbergen                  | *1808       | Zoon van Valerius Lodewijk Vegilin van Claerbergen      |
| 1844 - 1851                     | Georg Wolfgang Carel Duco thoe Schwartzenberg en Hohenlansberg | 1813-1891   |                                                         |